# Église de la Dormition-de-la-Mère-de-Dieu d'Irig
Pour les articles homonymes, voir Église de la Dormition-de-la-Mère-de-Dieu et Église de l'Assomption.
L'église de la Dormition-de-la-Mère-de-Dieu d'Irig (en serbe cyrillique : Српска православна црква Успења Богородице у Иригу ; en serbe latin : Srpska pravoslavna crkva Uspenja Bogorodice u Irigu) est une église orthodoxe serbe située en Serbie, dans la ville d'Irig et dans la province de Voïvodine. Construite entre 1757 et 1760, elle est inscrite sur la liste des monuments culturels de grande importance de la république de Serbie (identifiant no SK 1293).

## Présentation

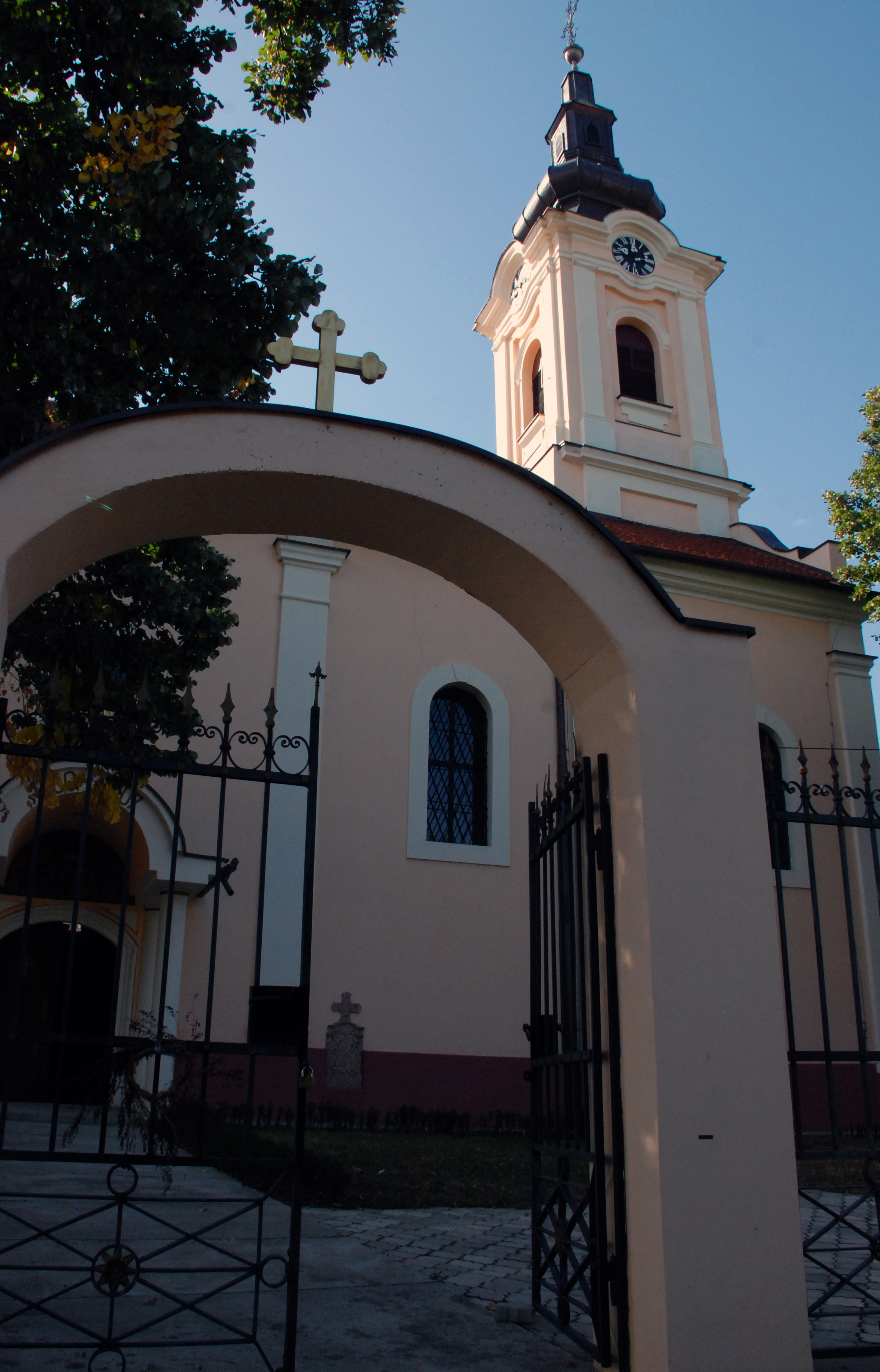
L'entrée de l'église

L'église de la Dormition a été construite entre 1757 et 1760 dans un style caractéristique du baroque serbe. Elle est constituée d'une nef unique voûtée en berceau prolongée par une abside demi-circulaire qui, à l'extérieur, prend l'allure d'un chevet pentagonal ; l'ouest est dominé par un haut clocher. Les façades sont rythmées par une corniche qui court sous le toit et par une série de pilastres verticaux ; au nord et au sud, les façades possèdent quatre fenêtres cintrées ; à l'ouest, au-dessus de l'entrée, se trouve une niche destinée à accueillir une icône.
L'iconostase de l'église est sculptée dans un style rococo ; les icônes les plus anciennes ont été réalisées dans les années 1770. Quatre icônes ont été peintes en 1781, dont celle du trône représentant la Mère de Dieu. D'autres peintures ont été réalisées par Georgije Bakalović en 1827 et par Jovan Klajić en 1863. La version finale des fresques remonte aux années 1930–1932.

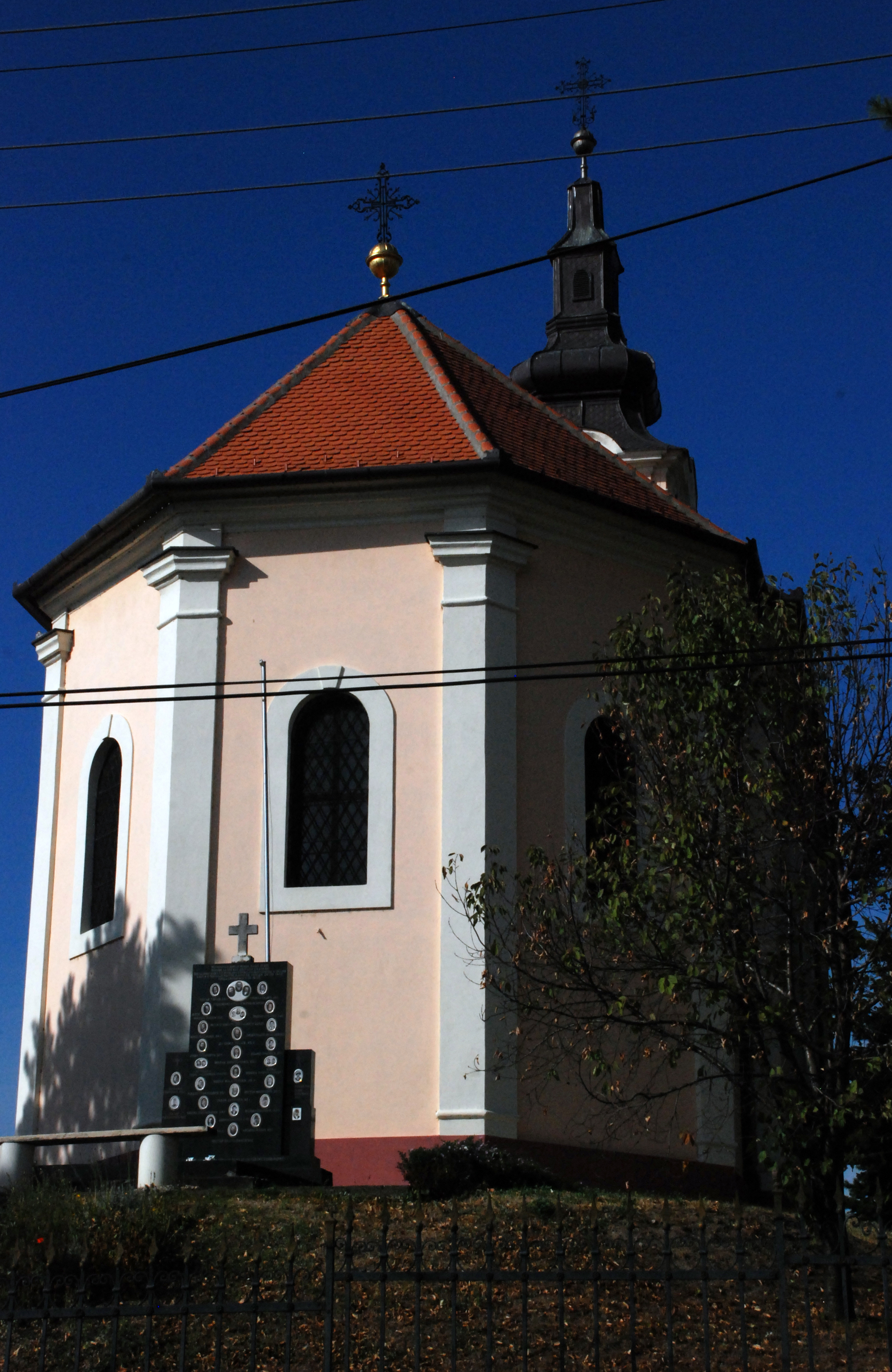
Le chevet de l'église